# Józef Kowalczyk

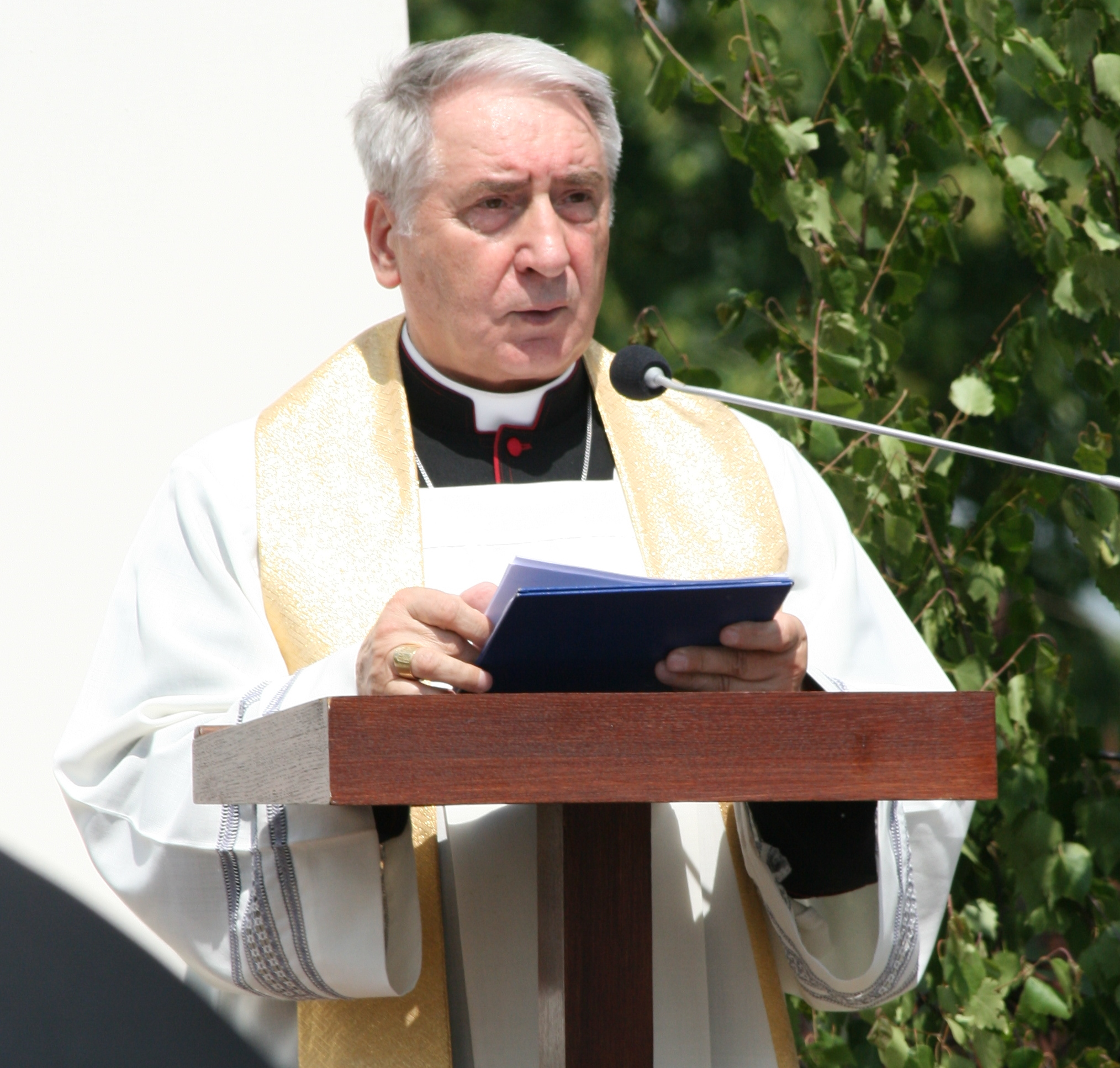
Erzbischof Józef Kowalczyk (2009)

Erzbischofswappen des Primas Józef Kowalczyk

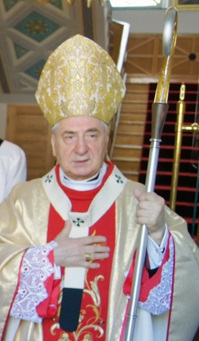
Józef Kowalczyk als Primas von Polen (2012)

Józef Kowalczyk (* 28. August 1938 in Jadowniki Mokre, Polen) ist ein polnischer Geistlicher, ehemaliger Diplomat des Heiligen Stuhls, emeritierter Erzbischof von Gnesen und damit emeritierter Primas von Polen.

## Leben
Nach dem Studium der Katholischen Theologie und Philosophie am Priesterseminar Hosianum Olsztyn (Allenstein) empfing er am 14. Januar 1962 durch Bischof Józef Drzazga die Priesterweihe für das Bistum Ermland.
Anschließend war er Kaplan in der Pfarrei Heiligste Dreifaltigkeit Kwidzyn (Marienwerder). 1963 wurde er zum Promotionsstudium an der Katholischen Universität Lublin freigestellt, das er ab 1965 an der Päpstlichen Universität Gregoriana in Rom fortsetzte und 1968 mit der Promotion zum Dr. iur. can. abschloss. Zudem absolvierte er an der Römischen Rota das Studium Rotale, das er mit dem Examen zum Rota-Advokaten abschloss, und eine Ausbildung zum Archivar an der Vatikanischen Archivschule.
Von 1969 bis 1978 war er Mitarbeiter der Kongregation für Sakramente und Gottesdienst. Außerdem gehörte er zwischen 1976 und 1978 mehrfach zur Delegation von Luigi Poggi, der als Apostolischer Nuntius mit besonderen Aufgaben mit der Regierung Polens die Verbesserung der Situation der polnischen katholischen Kirche verhandelte. Papst Paul VI. verlieh ihm am 10. Februar 1977 den Ehrentitel Kaplan Seiner Heiligkeit (Monsignore). Ab 1978 war er Organisator und Verantwortlicher der polnischen Sektion im Staatssekretariat des Heiligen Stuhls.
Papst Johannes Paul II. verlieh ihm am 2. Januar 1987 den Titel Ehrenprälat Seiner Heiligkeit.
Am 26. August 1989 ernannte ihn Papst Johannes Paul II. zum Titularerzbischof von Heraclea und zum Apostolischen Nuntius in Polen. Die Bischofsweihe spendete ihm Johannes Paul II. am 20. Oktober desselben Jahres im Petersdom; Mitkonsekratoren waren Kurienerzbischof Edward Idris Cassidy und sein Vorgänger als Apostolischer Nuntius in Polen, Erzbischof Francesco Colasuonno.
Als Nuntius war er zuständig für die Verhandlung und Unterzeichnung des Konkordats zwischen dem Heiligen Stuhl und Polen im Jahr 1993 und für die Vorbereitung und Organisation der Besuche Johannes Pauls II. (1991, 1995, 1997, 1999 und 2002) und Benedikts XVI. (2006) in Polen. Polnischen Medienberichten zufolge hatte er gemeinsam mit dem Sekretär des Papstes, Stanisław Dziwisz, mit dem er befreundet war, entscheidenden Einfluss auf die Besetzung von Bischofssitzen in Polen.
Am 8. Mai 2010 ernannte ihn Papst Benedikt XVI. zum Erzbischof und Metropoliten von Gnesen sowie zum Primas von Polen. Die Amtseinführung fand am 26. Juni desselben Jahres statt.
Im August 2013 forderte Kowalczyk die Einführung der Teilnahmepflicht am römisch-katholischen Religionsunterricht für alle polnischen Schüler als Voraussetzung für den Schulabschluss.
Am 17. Mai 2014 nahm Papst Franziskus das von Józef Kowalczyk aus Altersgründen vorgebrachte Rücktrittsgesuch an.
Józef Kowalczyk engagiert sich für zahlreiche Projekte im Heiligen Land. Er ist Großoffizier des Ritterordens vom Heiligen Grab zu Jerusalem.

## Kontroverse
Im Zuge der Debatte um die von Papst Franziskus angestoßenen Aufarbeitung pädophiler Straftaten und sexueller Verfehlungen, deren katholische Priester in Polen beschuldigt wurden, sah sich Kowalczyk dem Vorwurf ausgesetzt, an der Spitze eines Netzwerks von Vertuschern gestanden zu haben. Noch im Vatikan habe er Briefe über die sexuelle Belästigung von Priesterseminaristen durch den Posener Erzbischof Juliusz Paetz nicht an den Papst weitergeleitet. Ebenso habe er als Nuntius einen Beschwerdebrief von Priestern der Diözese Kalisz über Verfehlungen ihres Bischofs Edward Janiak, darunter Deckung pädophiler Geistlicher und Alkoholismus, unterschlagen.

## Ehrungen und Auszeichnungen
- 2003: Verdienstorden Pro Merito Melitensi (Großkreuz pro piis meritis)
- 2007: Bundesverdienstkreuz mit Stern und Schulterband des Verdienstordens der Bundesrepublik Deutschland
- 2008: Großkreuz des Ordens für Verdienst
- 2010: Großkreuz des Ordens Polonia Restituta

Józef Kowalczyk erhielt durch folgende Hochschulen Ehrendoktorate:
- 1999: Landwirtschaftliche Universität Krakau
- 2000: Kardinal-Stefan-Wyszyński-Universität
- 2001: Katholische Universität Lublin
- 2004: Universität Ermland-Masuren